# Olga Kameneva
Olga Davydovna Kameneva (em russo: Ольга Давыдовна Каменева) (Yanovka, 1881 - Medvedev, 1941) foi uma revolucionária bolchevique e política soviética. Era irmã de Leon Trotski e primeira esposa de Lev Kamenev

## Biografia
Olga Kameneva nasceu em Yanovka (Rússia), sendo uma das filhas do camponês (judeu), Davyd Leontievich Bronshtéin (1847 – 1922), e de Anna Bronshtéin (falecida em 1910). 
Em 1902, quando ainda se chamava Olga Bronshtéin, ela se filiou ao Partido Social Democrata Trabalhista e, no mesmo ano, casou-se com o marxista revolucionário, Lev Kamenev. Em 1908, após a liberação de Kamenev da prisão, eles viajaram para Genebra e, posteriormente, para Paris, onde Lev tornou-se um dos lugares-tenentes de Lenin. O casal ajudou Lenin a editar a principal revista bolchevique, “Proletário”. Em janeiro de 1914, os Kamenev se trasladaram para São Petersburgo, para que Lev pudesse assumir a direção do periódico bolchevique,Pravda, e sua facção na Duma.
Após a Revolução de Outubro de 1917, Olga Kameneva ficou à frente da Divisão Teatral (TEO) do Comissariado de Educação. Trabalhando com o diretor teatral, Vsevolod Meyerhold, ela tratou de nacionalizar e radicalizar os teatros russos, sob  o controle bolchevique. Mas quando Meyerhold contraiu Tuberculose, em maio de 1919 e teve que afastar-se de suas funções, o novo diretor do Comissariado, Anatóli Lunatcharski, obteve permissão de Lênin para revisar a política governamental, em favor de um teatro mais tradicional. Essa mudança levou à demissão de Olga.

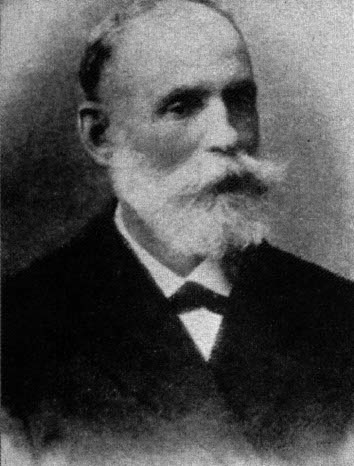
Davyd Bronshtein, seu pai (1847-1922)

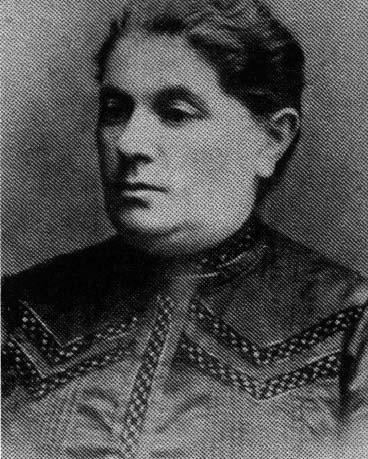
Anna Bronshtéin, sua mãe (falecida en 1910)

Em outubro de 1919, tornou-se membro do grupo de diretores da Seção Feminina do Partido Comunista da União Soviética e, em 1920 apoiou a opinião do Comissário do Povo de Saúde Pública, Nikolai Semashko, sobre ser a anti-concepção "inquestionavelmente prejudicial", à qual não se deveria recorrer.
Entre 1926 e 1928, Kameneva trabalhou na direção da Sociedade Soviética para Relações Culturais com Países Estrangeiros (Vsesoiuznoe Obshchestvo Kul'turnoi Sviazi s Zagranitsei), tendo, no exercício dessa função, convidado muitas personalidades internacionais a visitarem a URSS.
Ao longo da década de 1920, ela também dirigiu um salão literário, em Moscou.
Foi no princípio daquela década que a família Kamenev começou a desintegrar-se, em face do envolvimento de Lev com a escultora britânica, Clare Frewen Sheridan . E no final da década, ele separou-se de Olga, para viver com Tatiana Glebova, com quem teve um filho, Vladimir Glebov (1929-1994).

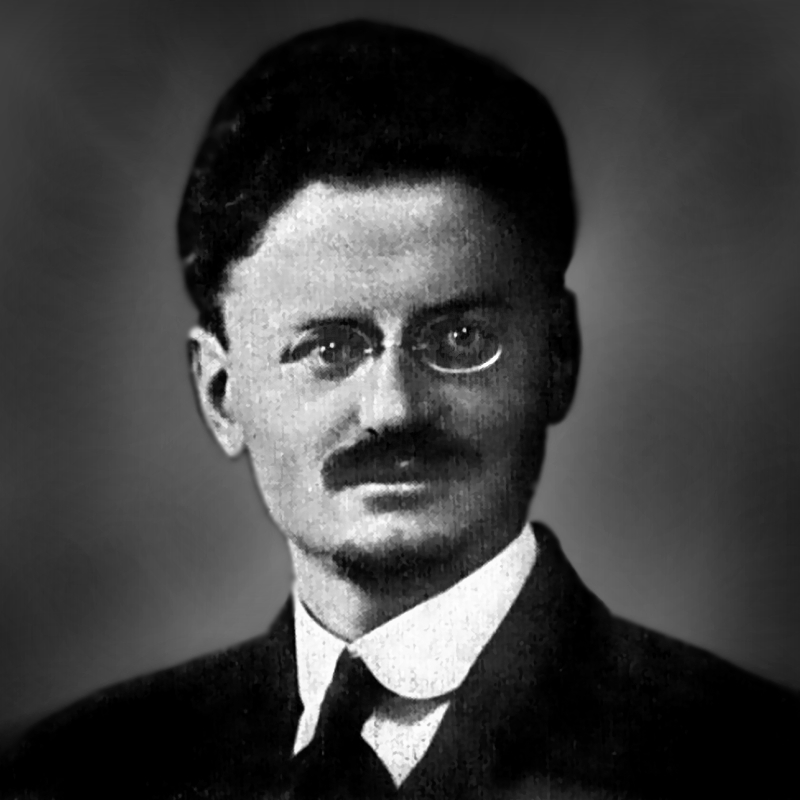
Leon Trotski, seu irmão, foto de 1915

Após a queda de Trotski e Lev Kamenev, Olga rapidamente perdeu sua influência política. Acusada de envolvimento com réus dos Processos de Moscou, foi inicialmente desterrada de Moscou e Leningrado, durante 5 anos (em 27 de julho de 1935). Mas após o julgamento e execução de Lev Kamenev, em 25 de agosto de 1936, ela foi encarcerada. Seu filho, Y.L. Kamenev, foi executado em 30 de janeiro de 1938, quando tinha 17 anos. Seu filho mais velho, A.L. Kamenev, que era oficial da Força Aérea, foi executado em 15 de julho de 1939, com a idade de 33 anos .
Olga Kameneva foi fuzilada em 11 de setembro de 1941, por ordem de Josef Stalin, nos bosques de Medvedev, junto com Christian Rakovski, María Spiridonova e outros 160 proeminentes prisioneiros políticos.